# Іримка
Іри́мка (рос. Ирымка) — річка в Росії, ліва притока Чепци. Протікає територією Ігринського та Дебьоського районів Удмуртії.
Річка починається на південний схід від присілка Онік-Ірим, протікає на північний схід. Впадає до Чепци навпроти присілка Варні. Верхня течія до присілка Ірим протікає через лісові масиви тайги. Приймає декілька дрібних приток, найбільша з яких права Узвай (Узвайка).
На руслі створено декілька ставків. Над річкою розташовані присілки Онік-Ірим Ігринського району, Ірим та Лесагурт Дебьоського району.